# Kinh tế học tiền tệ
Kinh tế học tiền tệ là một nhánh của kinh tế học, nghiên cứu các lý thuyết cạnh tranh khác nhau của tiền tệ: nó cung cấp một khuôn khổ để phân tích tiền và xem xét các chức năng của nó (chẳng hạn như phương tiện trao đổi, giá trị lưu trữ và đơn vị tính toán), và nó xem xét cách mà tiền có thể được chấp nhận hoàn toàn vì sự tiện lợi của nó như một hàng hóa công cộng. Kỷ luật đã được định hình trước trong lịch sử, và vẫn tồn tại gắn liền với kinh tế học vĩ mô. Nhánh này cũng xem xét các tác động của hệ thống tiền tệ, bao gồm điều tiết tiền tệ và các tổ chức tài chính liên quan và các khía cạnh quốc tế khác.
Những nghiên cứu hiện đại đã nỗ lực trong việc cung cấp các cơ sở vi mô cho cầu tiền tệ. và để phân biệt các mối quan hệ tiền tệ danh nghĩa và thực tế phù hợp với các mục đích sử dụng vi mô hoặc vĩ mô, bao gồm cả ảnh hưởng của chúng đến tổng cầu về sản lượng. Các phương pháp của nó bao gồm việc tìm ra và kiểm tra tác động của tiền như một hình thức thay thế cho các tài sản khác  và dựa trên những ma sát rõ ràng.

## Lịch sử hình thành
Khái niệm nền tảng của bất kỳ lý thuyết hiện đại nào về tiền là sự hiểu biết rằng giá trị của tiền pháp định phụ thuộc vào khả năng sử dụng, trao đổi chúng chứ không phải số lượng của chúng (so sánh với mô hình Arrow-Debreu).

## Lĩnh vực nghiên cứu
Theo truyền thống, các lĩnh vực nghiên cứu trong kinh tế tiền tệ bao gồm:
- Các yếu tố xác định và đo lường cung tiền theo kinh nghiệm, cho dù là hẹp, rộng hay tổng hợp theo chỉ số, liên quan đến các hoạt động kinh tế[10]
- Các yếu tố quyết định thực nghiệm của cầu tiền.
- Lý thuyết tín dụng về tiền (còn gọi là lý thuyết nợ về tiền), liên quan đến mối quan hệ giữa tín dụng và tiền.
- Các lý thuyết về giảm phát nợ và bảng cân đối kế toán, giả thuyết rằng việc mở rộng tín dụng quá mức liên quan đến việc giảm giá tài sản tiếp theo sẽ tạo ra biến động kinh doanh thông qua ảnh hưởng của cải trên giá trị ròng.[11][12]
- Các khía cạnh tiền tệ do các ngân hàng trung ương nghiên cứu.[13]
- Mối quan hệ của chính sách tiền tệ / tài khóa đối với sự ổn định kinh tế vĩ mô[14]
- Ảnh hưởng của tăng cung tiền đối với lạm phát.
- Nền kinh tế chính trị của quy định tài chính và chính sách tiền tệ[15]
- Ý nghĩa tiền tệ của mối quan hệ tài sản-giá cả / kinh tế vĩ mô:[16] lý thuyết lượng tiền,[17] chủ nghĩa trọng tiền,[18] và tầm quan trọng và sự ổn định của mối quan hệ giữa cung tiền và lãi suất, mức giá và danh nghĩa và sản lượng thực của một nền kinh tế.[19]
- Tiền tệ tác động đến lãi suất và cấu trúc kỳ hạn của lãi suất[20]
- Bài học về lịch sử tài chính / tiền tệ.[21]
- Các cơ chế chuyển tải của chính sách tiền tệ đến kinh tế vĩ mô.[22]
- Tính trung lập của tiền so với ảo tưởng về tiền về sự thay đổi cung tiền, mức giá hoặc lạm phát trên sản lượng[23]
- Kiểm tra, khả năng kiểm tra và ý nghĩa của lý thuyết kỳ vọng hợp lý đối với những thay đổi trong sản lượng hoặc lạm phát từ chính sách tiền tệ[24]
- Tác động tiền tệ của thông tin không hoàn hảo và không cân xứng[25] và gian lận tài chính[26]
- Lý thuyết trò chơi như một mô hình mô hình hóa cho các tổ chức tài chính và tiền tệ[27]
- Những lợi thế có thể có của việc tuân theo một quy tắc chính sách tiền tệ để tránh sự thiếu hiệu quả về thời gian không nhất quán từ chính sách tùy nghi[28]

## Lịch sử theo thời kỳ

### Kỷ nguyên vàng Hồi giáo
Khoảng trong thế giới Hồi giáo thời trung cổ, một nền kinh tế tiền tệ mạnh mẽ đã được tạo ra trong suốt thế kỷ 7-12 trên cơ sở mở rộng mức độ lưu thông của một loại tiền tệ có giá trị cao ổn định (đồng dinar). Những cuộc đổi mới đã được công bố bởi các nhà kinh tế học, thương nhân và thương nhân Hồi giáo bao gồm việc sử dụng tín dụng sớm nhất, séc, kỳ phiếu, tài khoản tiết kiệm, tài khoản giao dịch, cho vay, ủy thác, tỷ giá hối đoái, chuyển tín dụng và nợ, và các tổ chức ngân hàng cho vay và gửi tiền.

### Từ những năm 1500 đến những năm 1700
Tại tiểu lục địa Ấn Độ, Shah Suri (1486 - 1545) đã cho phát hành đồng bạc của Đế chế Maurya, được gọi là rupiya, nặng 178 gam. Việc sử dụng đồng rupiya vẫn còn được tiếp tục sử dụng bởi những người cai trị đế chế Mughal. Lịch sử của đồng rupee được bắt nguồn từ Ấn Độ cổ đại vào khoảng thế kỷ thứ 3 trước Công nguyên. Ấn Độ cổ đại là một trong những nước phát hành tiền xu sớm nhất trên thế giới, cùng với một số đồng tiền khác của Trung Đông và đồng Wen của Trung Quốc. Cái tên rūpya được lấy từ một thuật ngữ tiếng Phạn để chỉ đồng bạc, từ tiếng Phạn rūpa chỉ những thức có hình thức đẹp.
Đồng tiền taka chính thức được lưu hành bởi những cải cách tiền tệ của Muhammad bin Tughluq, hoàng đế của Vương quốc Hồi giáo Delhi vào năm 1329. Nó được mô phỏng như một loại bút tệ, một khái niệm tiên phong như tiền giấy của người Mông Cổ ở Trung Quốc và Ba Tư. Tanka được đúc bằng đồng và đồng thau. Giá trị của nó được trao đổi bằng vàng và bạc dự trữ trong ngân khố của triều đình và được lưu hành do sự thiếu hụt kim loại.
Cho đến giữa thế kỷ 20, tiền tệ chính thức của Tây Tạng còn được gọi là đồng rupee Tây Tạng.
Trong thế kỷ 18, khái niệm tiền giấy trở nên phổ biến hơn ở châu  u. David Hume gọi nó là "phát minh mới của giấy".